# Chris Walas
Chris Walas, nome completo Christopher James Walas (Chicago, 1955), è un regista, truccatore ed effettista statunitense, vincitore dell'Oscar nel 1987 per gli effetti speciali del film La mosca (insieme con Stephan Dupuis).

## Biografia
Colpito dal lavoro di Ray Harryhausen, Walas si trasferisce a Los Angeles per entrare nel mondo del cinema.
Dopo aver lavorato ai Don Post Studios come creatore di maschere, viene reclutato da Phil Tippett (col quale lavora sul set di Piraña, 1978) per la Industrial Light & Magic e coinvolto nella realizzazione di progetti fra cui I predatori dell'arca perduta (Raiders of the Lost Ark, 1981), Il ritorno dello Jedi (Return of the Jedi, 1983) e Il drago del lago di fuoco (Dragonslayer, 1981), per cui si occupa prevalentemente di creature design.
Dopo essere stato coinvolto nella preparazione di un remake de Il mostro della laguna nera (Creature from the Black Lagoon, 1954) affidato al regista Joe Dante e mai realizzato, Walas viene scelto da Dante e dal produttore Steven Spielberg per realizzare le creature del film Gremlins (1984). In occasione di questo film crea la sua società di produzione di effetti speciali, la Chris Walas, Inc.
Nel 1986 torna a collaborare col regista David Cronenberg (per il quale aveva realizzato nel 1981 le teste che esplodono nel film Scanners) sul set de La mosca (The Fly). Per il suo lavoro su questo film riceve un premio Oscar nel 1987 (insieme con Stephan Dupuis).
Nel 1989 esordisce alla regia con La mosca 2 (The Fly II), seguito del film di Cronenberg.

## Filmografia

### Effetti speciali
- Piraña, regia di Joe Dante (1978)
- L'aereo più pazzo del mondo (Airplane!), regia di Zucker-Abrahams-Zucker (1980)
- Scanners, regia di David Cronenberg (1981)
- I predatori dell'arca perduta (Raiders of the Lost Ark), regia di Steven Spielberg (1981)
- Il drago del lago di fuoco (Dragonslayer), regia di Matthew Robbins (1981)
- Il ritorno dello Jedi (Return of the Jedi), regia di Richard Marquand (1983)
- Gremlins, regia di Joe Dante (1984)
- Il mio nemico (Enemy Mine), regia di Wolfgang Petersen (1986)
- La mosca (The Fly), regia di David Cronenberg (1986)
- La casa di Helen (House II: The Second Story), regia di Ethan Wiley (1987)
- La mosca 2 (The Fly II), regia di Chris Walas (1989)
- Creatura degli abissi (DeepStar Six), regia di Sean S. Cunningham (1989)
- Aracnofobia, regia di Frank Marshall (1990)
- Hot Shots!, regia di Jim Abrahams (1991)
- Jade, regia di William Friedkin (1995)
- Virtuality (Virtuosity), regia di Brett Leonard (1995)
- Elf-Man, regia di Ethan Wiley (2012)
- Journey to the Forbidden Valley, regia di Ethan Wiley (2015)
- Made You Look, regia di Justin Zimmerman - cortometraggio (2018)

### Regia
- La mosca 2 (The Fly II) (1989)
- I racconti della cripta (Tales from the Crypt) - serie TV, 2x04 (1990)
- Il cannibale metropolitano (The Vagrant) (1992)
- Gremlins: A Puppet Story - documentario (2020)